# Hrabstwo Hansford
Hrabstwo Hansford – hrabstwo położone w USA, w stanie Teksas, w regionie Panhandle. Utworzone w 1876 r. Według danych z 2023 liczy 5071 mieszkańców (w tym połowa to Latynosi). Siedzibą hrabstwa jest miasteczko Spearman. Inne miejscowości, to: Gruver i Morse.

## Gospodarka
Hrabstwo Hansford jest jednym z najbardziej produktywnych hrabstw rolniczych w stanie. W 2022 roku zajęło 8. miejsce w stanie i 64. w kraju pod względem wpływów z rolnictwa, przodując w takich produktach jak wołowina, wieprzowina, pszenica, bawełna i kukurydza. W hrabstwie wydobywa się gaz ziemny.

## Sąsiednie hrabstwa
- Hrabstwo Texas, Oklahoma (północ)
- Hrabstwo Ochiltree (wschód)
- Hrabstwo Roberts (południowy wschód)
- Hrabstwo Hutchinson (południe)
- Hrabstwo Sherman (zachód)